# Nabusumalisir
Nabusumalisir (em acádio:  Nabû-šum-līšir, significa "Nabu, faça o nome prosperar!") foi um príncipe babilônico, filho de Nabopolassar (r. 626–605 a.C.) e irmão mais novo de Nabucodonosor II (r. 605–562 a.C.).

## Biografia
Durante a procissão solene por ocasião do início das obras de construção de Nabopolassar no zigurate na Babilônia, Nabusumalisir e Nabucodonosor carregavam uma cesta simbólica e uma enxada. Os príncipes não são apenas ativos na cerimônia, mas Nabusumalisir também é consagrado ao deus Marduque, talvez como um sacerdote ou simbolicamente como um "oblato do templo" em Esagila. Sendo que o texto que registra tal fato menciona a derrota dos assírios, é possível datar esse evento depois de 612 ou 609 a.C. A próxima vez que Nabusumalisir é mencionado em textos cuneiformes são nos documentos de Ebabar, datados entre o final do reinado de Nabopolassar e o início do reinado de Nabucodonosor. Tais documentos parecem indicar que o príncipe tinha interesses econômicos na área de Sipar. Nabusumalisir é mencionado em uma das crônicas babilônicas, que descreve o terceiro ano do reinado de Nabucodonosor II, em um contexto pouco claro devido a danos no texto. Alguns estudiosos sugerem que esta passagem pode ter descrito sua participação numa rebelião mal-sucedida contra seu irmão, o que é bem provável pois após 602 a.C. ele desaparece dos registros babilônicos. A sugestão é bem plausível, já que as crônicas não costumam mencionar outras pessoas além do rei e quando o fazem é sempre no contexto de uma revolta; nem mesmo membros da família real (mesmo que morram) costumam ser mencionados nas crônicas, exceto do príncipe herdeiro.